# Ottawa Public Library
Die Ottawa Public Library (OPL), (französisch: Bibliothèque publique d’Ottawa) ist eine Stadtbibliothek in Ottawa, Kanada. 

## Beschreibung
Die Stadtbibliothek ist das größte zweisprachige öffentliche Bibliothekssystem in Nordamerika und umfasst die kanadischen Amtssprachen Englisch sowie Französisch. Die Bibliothek wurde 1906 mit einer Spende der Carnegie Foundation gegründet. In ihrem Bestand befinden sich über 1,8 Millionen Medien. Zugang zu Informationen und Diensten der OPL wird über 34 physische und virtuelle Zweigstellen sowie zwei mobile Bibliotheken und einen Leihbibliotheksdienst angeboten.